# Финский хоккейный союз
Финский хоккейный союз (фин. Suomen Jääkiekkoliitto ry, швед. Finlands Ishockeyförbund rf) — организация, занимающаяся проведением на территории Финляндии соревнований по хоккею с шайбой. Основана 20 января 1929 года представителями 17 клубов, член ИИХФ с 10 февраля 1928 года. Интересы хоккея с шайбой по созданию хоккейного союза представлял Финский конькобежный союз. В стране — 4 хоккейные зала и около 30 открытых площадок с искусственным льдом. Крупнейшие дворцы: в Тампере — 8563 места, Пори — 8400, Хельсинки — 8026, Турку — 8000, Оулу — 7600, Раума — 7243.
Первые попытки популяризации канадского хоккея в Финляндии начались по инициативе Леонарда Боргстрёма в конце XIX века. Однако новая игра тогда не прижилась. Возродился хоккей в Финляндии только в 1927 году, когда был включён в программу Финского союза конькобежцев. В то же время хоккеем заинтересовались в Финском футбольном союзе, в программу которого его включили через год. По инициативе этого союза в 1928 году был проведён первый чемпионат Финляндии по хоккею, в котором победил клуб из Выборга «Виипурин Рейпас».
Вскоре финский хоккей вышел на международную арену: Союз конькобежцев послал инженера Вальтера Якобсона в Санкт-Мориц на конгресс ИИХФ, где хоккеисты были приняты к ней.
В 1930-е годы деятельность Финского хоккейного союза распространялась в основном на три больших города: Хельсинки, Тампере и Турку, поскольку не хватало тренеров. К 1936 году хоккейный союз был полностью самостоятельной организацией. Но после вступления в гимнастические и спортивные союзы Финляндии перед финским хоккеем открылись большие перспективы развития. В 1939 году сборная Финляндии дебютировала на чемпионате мира.
Росту популярности игры во многом способствовали устойчивая морозная зима и большое количество площадок с естественным льдом. Но игроки ведущих хоккейных стран Европы готовились к сезону с осени на площадках с искусственным льдом, тогда как в Финляндии до середины 1960-х годов уповали только на погоду. Первый хоккейный дворец был построен только в 1965 году в Тампере, и именно тогда в стране начался настоящий хоккейный бум. Быстрое развитие производства хоккейного инвентаря вывело Финляндию в крупнейшие экспортеры этой продукции, что послужило хорошей рекламой хоккею в стране.
Эффективная система подготовки резерва позволяет сборной Финляндии, несмотря на ежегодные потери талантливых игроков, которые едут играть за океан, уверенно держаться в элите мирового хоккея.

## Чемпионат Финляндии
Чемпионаты Финляндии разыгрываются с сезона 1927-28 гг.. Первые 5 чемпионатов разыгрывались по кубковой системе. С 1934 года 4-10 команд играли в 4 круга. В 1975 году была организована высшая лига (10 клубов). Они стали играть в 4 круга, после чего 4 лучших клуба проявляли чемпиона страны в сериях полуфинальных и финальных игр. С сезона 1986-87 команды проводят в предыдущем турнире по 44 матча.
Чемпионы Финляндии: «Виипурин Рейпас» (Выборг) — 1928, ХЯК (Хельсинки) — 1929, 1932 и 1935, Тапа (Тампере) — 1931, ГСК (Хельсинки) — 1933 и 1934, «Ильвес» (Тампере) — 1936—1938, 1945—1947, 1950—1952, 1957, 1958, 1960, 1962, 1966, 1972, 1985, КИФ (Хельсинки) — 1939, 1941 и 1943, «Тармо» (Гяменлинна) — 1948 и 1949, ТСК (Тампере) — 1953—1955, ТПС (Турку) — 1956, 1976, 1980—1990, 1991, 1993 и 1995, 1999—2001, 2010, «Таппара» (Тампере) — 1959, 1961, 1964, 1975, 1977, 1979, 1982, 1984 и 1986—1988, 2003, «Лукка» (Раума) — 1963, «Кархут» (Пори) — 1965, «Ру-38» (Пори) — 1967, «Коо-Вее» (Тампере) — 1968, ХИФК (Хельсинки) — 1969, 1970, 1974, 1980, 1983 и 1998, «Ессят» (Пори) — 1971 и 1978, «Йокерит» (Хельсинки) 1973, 1992, 1994, 1996, 1997 и 2002, «Кярпят» (Оулу) — 1981, 2004, 2005, 2007, 2008.

## Сборная Финляндии
Сборная Финляндии первый официальный матч провела 29 января 1928 года в Хельсинки с командой Швеции (1:8).
Сборная Финляндии — трёхкратный чемпион мира (1995, 2011, 2019), серебряный призёр (1992, 1994, 1998, 1999, 2001, 2007, 2014), бронзовый призёр (2000, 2006, 2008). На зимних Олимпийских играх 1988 и 2006 сборная Финляндии заняла второе место, в 1994, 1998, 2010 и 2014 — третье место.

## Звёздные игроки
- вратари: Юхани Лахтинен, Урпо Илонен, Йорма Валтонен, Ханну Камппури, Кари Такко, Ярмо Мюллюс, Маркус Кеттерер, Ари Суландер;
- защитники: М. Лампайнен, Калев Нумминен, Илпо Коскела, Пекка Марьямяки, Юха-Пекка Рантасила, Лалл Партинен, Х. Рийхиранта, Сеппо Линдстрем, Пекка Раутакаллио, Тимо Нуммелин, Кари Элоранта, Тапио Лево, Р. Силтанен, Рейо Руотсалайнен, Ханну Вирта, Юрки Лумме, Теппо Нумминен, Вилле Сирен, Тимо Ютила, Янне Лаукканен, Арто Руотанен, Эрик Хямяляйнен, Кай Раутио, Кари Суораниеми, Пекка Лаксола, Вальттери Иммонен, Янне Нийнимаа, Мика Стремберг, Марко Кипрусофф, Аки-Петтери Берг;
- нападающие: Теппо Растио, Р. Кильпийо, Матти Кейнонен, Лассе Оксанена, Вэлли-Пекка Кетола, Лаури Мононен, Йорма Пелтонен, Эса Пелтонен, Томми Турунен, Матти Мурти, Сеппо Ахокайнен, Т. Сутинен, Хенри Лепп, Сеппо Репо, Юхани Тамминен, Матти Хагман, Арто Яванайнен, Йорма Вехманен, Пертту Койвулахти, Яри Курри, Микко Лейнонен, Юкка Порвари, Ристо Яло, Кари Ялонен, Илькка Синисало, Петри Скрико, Раймо Сумманен, Раймо Хельминен, Эса Тикканен, Кристиан Руутту, Ханну Ярвенпяя, Тимо Суси, Пекка Арбелиус, Рейо Микколайнен, Йиро Ярви, Э. Лехтонен, Эрки Лайне, Паули Ярвинен, Юкка Виландер, Ари Вуори, Кари Харила, Кейо Сяйлинойя, Тимо Пелтомаа, Пекка Туомисто, Ере Лехтинен, Марко Пало, Микко Мякеля, Мика Алатало, Юха Линд, Антти Термянен, Теему Селянне, Сами Капанен, Эса Кескинен, Юха Рийхиярви, Янне Оянен, Раймо Хельминен, Вилле Пелтонен, Саку Койву.

В клубах Финляндии успешно работали русские специалисты В. Кузьмин, Владимир Юрзинов, Б. Майоров, Евгений Майоров, Николай Макаров.